# La Rad
La Rad es un pueblo y pedanía de Basconcillos del Tozo en la zona alta de la comarca de El Tozo, provincia de Burgos (España).
Limita:
Norte:   
- Moradillo del Castillo
- Santa Coloma del Rudrón

Sur: 
- Fuente Úrbel
- Talamillo

Este: 
- Santa Cruz del Tozo

Oeste: 
- Trashaedo

Wikimapia
Cuenta con una población de 7 habitantes.

## Geografía
Está en el Valle del Rudrón, en una ladera que desciende  hacia los fondos drenados por el Rudrón. 
El terreno de este pueblo se encuentra en la divisoria de cuencas. Separa las aguas que van al Atlántico, a través del río Úrbel, de las que van al Mediteráneo a través del río Rudrón.
La cañada del Rudrón está al norte del pueblo y hacia esa zona discurren diversos arroyos y fuentes.

2.- Aquí se muestra la labor erosiva de este río a lo largo de millones de años. En todo ese tiempo ha ido desgastando los estratos superiores de la paramera de La Lora.

Como consecuencia de ser una roca dura por esta área es por lo que el río ha ido buscando las rocas más fáciles por donde pasar de ahí tantas vueltas y revueltas en variadas direcciones en tan reducido espacio.

4.- Tales caracteres han generado un biotopo específico condicionado por el roquedo y por el río. La humedad es un elemento importante, lo que permite un bosque de ribera con diversas especies arbóreas, matorrales, herbáceas y musgos entre otras. Entre los árboles de gran porte hay alisos, chopos, hayas y robles.

En este río desemboca el arroyo Valdoflos que baja desde el mismo pueblo.

## Vías de comunicación
- Muy próxima al pueblo pasa la   N-627 .

- A través de caminos enlaza con Moradillo del Castillo, Santa Coloma del Rudrón y otros pueblos del contorno. Tales caminos se vienen utilizando desde la Edad Media.

## Topónimo
La rad fue una palabra bastante común en la Alta Edad Media y que luego se empleó cada vez menos. Quedó fijada como topónimo como en este pueblo.
Pérez Carmona la hace derivar del antiguo “Rates” con el significado de bosque o dehesa. Precisando más tal etimología parece ser que procede del vascuence larra, larrá y larrate. Por tanto es otra palabra que se integró en el castellano con el significado de predios forestales comunales para aprovechamiento de madera. Terreno que proporcionaba madera, necesaria para construir casas, obtener leña y pastos para el ganado.
Esta área geográfica sigue siendo rica en abundancia de arbolado, lo cual prueba tal etimología.
Hay otros pueblos que emplean tal término en la toponimia menor como en San Felices del Rudrón.

## Historia

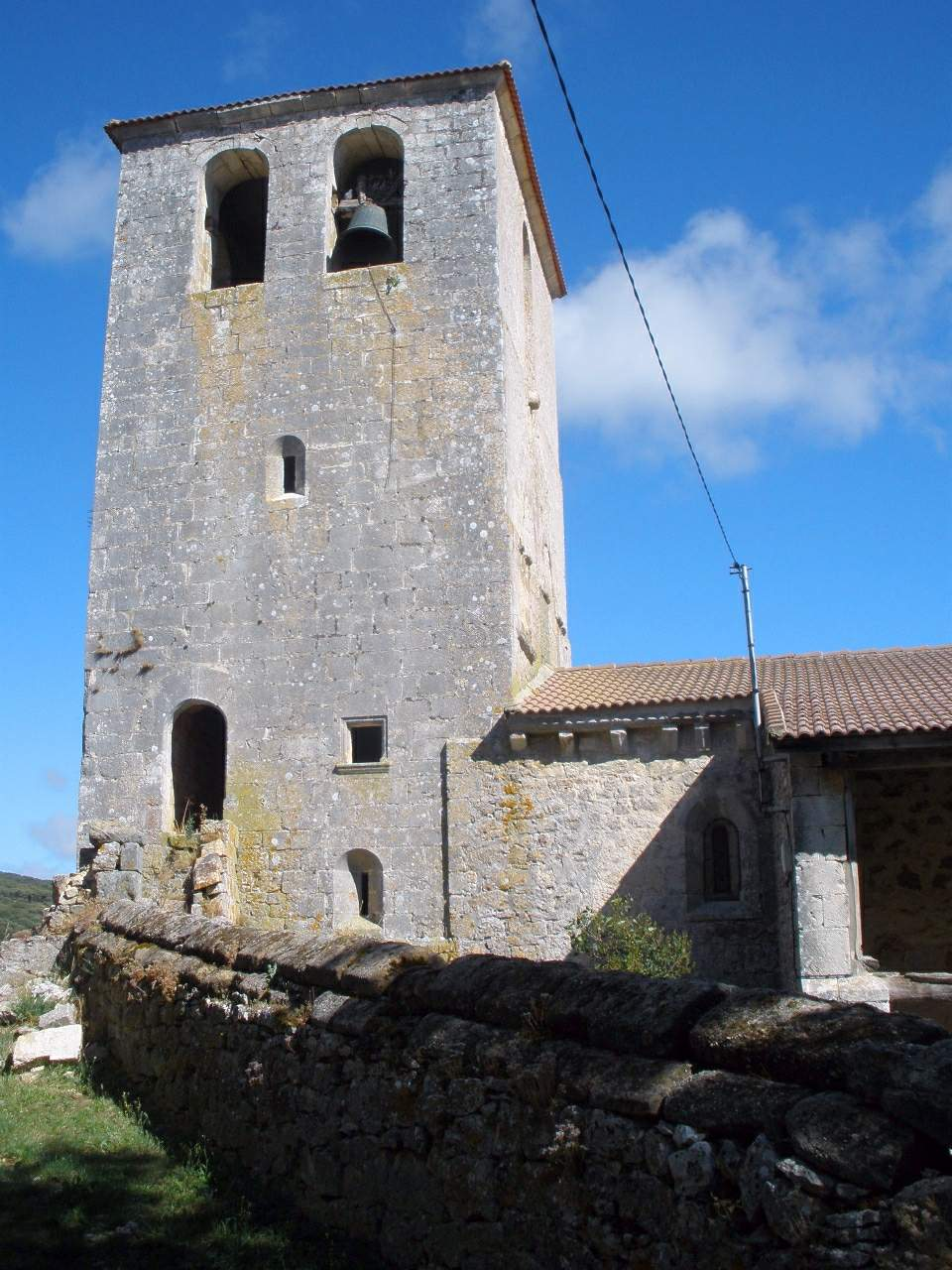
Iglesia de Santa Eulalia de La Rad

La primera referencia histórica escrita se constata en un documento de 1075 por el que Alfonso VI donó a la sede episcopal de Santa María de Gamonal una serie de lugares entre los que consigna “in alfoze de Moratello villa que dicitur Larrat cum cuncta sibi conventibus” por tanto La Rad estaba integrado en al alfoz de Moradillo del Castillo.
La toponimia también nos sigue ayudando para interpretar a qué se dedicaban sus habitantes. Próximo al pueblo existe el término de  las Carboneras un topónimo que ejerce de marcador social, económico, cultural y ecológico de un sistema de producción desaparecido es decir, que se hacía carbón vegetal aprovechando la abundancia de arbolado. Para tal actividad se utilizada robles enciniegos y encinas, lo cual implicaba cuidar tales árboles.

## Arquitectura
La estructura del pueblo es muy sencilla, con el tipo de casas de esta comarca; paredes de piedra casi siempre de dos pisos y tejado a dos aguas.
Iglesia de una sola nave dividida en dos tramos cubiertos por bóvedas de arista. En posteriores fases constructivas se levantó el pórtico de la portada meridional, la torre que se sitúa a los pies y la sacristía, que en forma de cuerpo saliente hallamos adosada al muro norte de la cabecera del templo.
Según el concepto espacial que aún conserva la iglesia definido por la cabecera rectangular y su única nave, así como las esculturas de algunos canecillos, responde a una concepción del románico del siglo XII como testimonian las bóvedas de arista de época gótica. Para su construcción se utilizaron arenisca y toba, rocas abundantes en las proximidades.